# Luis María Aguilar
Luis María Aguilar Morales (Ciudad de México, 4 de noviembre de 1949) es un jurista mexicano. Fue ministro de la Suprema Corte de Justicia de la Nación desde el 1 de diciembre de 2009 hasta el 30 de noviembre de 2024. Se desempeñó como presidente de la Suprema Corte de Justicia de la Nación desde el 2 de enero de 2015 hasta el 31 de diciembre de 2018.
El 23 de noviembre de 2004, Luis María Aguilar Morales fue consejero de la Judicatura Federal del diciembre de 2004 a noviembre de 2009, mientras era magistrado Federal de Circuito.

## Biografía
Cursó la licenciatura en derecho en la Universidad Nacional Autónoma de México, de 1969 a 1973.
Dentro del Poder Judicial de la Federación ha ocupado los cargos de taquígrafo judicial del Primer Tribunal Colegiado en Materia Civil del Primer Circuito; secretario del Juzgado Primero de Distrito en Materia Administrativa en el Distrito Federal, y segundo secretario del Tercer Tribunal Colegiado en Materia Administrativa del Primer Circuito. 
Además, secretario de estudio y cuenta en el pleno de la Suprema Corte de Justicia de la Nación; juez segundo de Distrito en el Estado de Morelos, juez quinto de Distrito en materia administrativa en el Distrito Federal, magistrado del Tribunal Colegiado del Décimo Sexto Circuito, y magistrado del Tribunal Colegiado en materia administrativa del Tercer Circuito. 
También magistrado del Primer Tribunal Colegiado del Segundo Circuito, del Primer Tribunal Colegiado en materia administrativa del Primer Circuito, coordinador General de asesores de la Presidencia, secretario General de la Presidencia y Oficial Mayor de la Suprema Corte de Justicia de la Nación. 
Fue Secretario Administrativo de Comunicación y Difusión en la Suprema Corte de Justicia de la Nación. 
Ocupó el cargo de magistrado de Circuito a partir de julio de 1985 y es representante del Consejo de la Judicatura Federal en la "Asociación Mexicana de Impartidores de Justicia".
Por mandato de ley, el 30 de noviembre de 2024, se retiró de la SCJN. Su salida conlleva también a que ese haya sido el último día en que el pleno de la Suprema Corte contó con 11 ministros, pues a partir del 1 de septiembre de 2025, derivado de la reforma judicial, esta contará solo con 9 ministros electos por voto popular.

## Publicaciones
- "La Ley Orgánica del Poder Judicial de la Federación"
- "El Estado de Derecho y las Leyes Inconstitucionales"
- "Testimonio de un cuatrienio La modernización de la Suprema Corte de Justicia de la Nación"
- "Ley General del Sistema de Medios de Impugnación en Materia Electoral, comentada"